# Vuurtoren van Beachy Head
Beachy Head Lighthouse is een vuurtoren die werd opgetrokken voor Beachy Head, een kaap die uit krijtrotsen bestaat en zich bevindt nabij de stad Eastbourne in het Engelse graafschap East Sussex. De toren maakt schippers attent op de gevaarlijke stromingen rond de kaap en waarschuwt voor een rotsplaat met scherpe uitsteeksels die zich onder het wateroppervlak bevindt tussen Eastbourne en het gehucht Birling Gap.
De toren wordt gecontroleerd vanuit het Planning Centre van Trinity House in Harwich in het Engelse Essex. Trinity House is verantwoordelijk voor de navigatiemiddelen in Engeland, Wales, Gibraltar en de Kanaaleilanden.

## Kenmerken en uitrusting

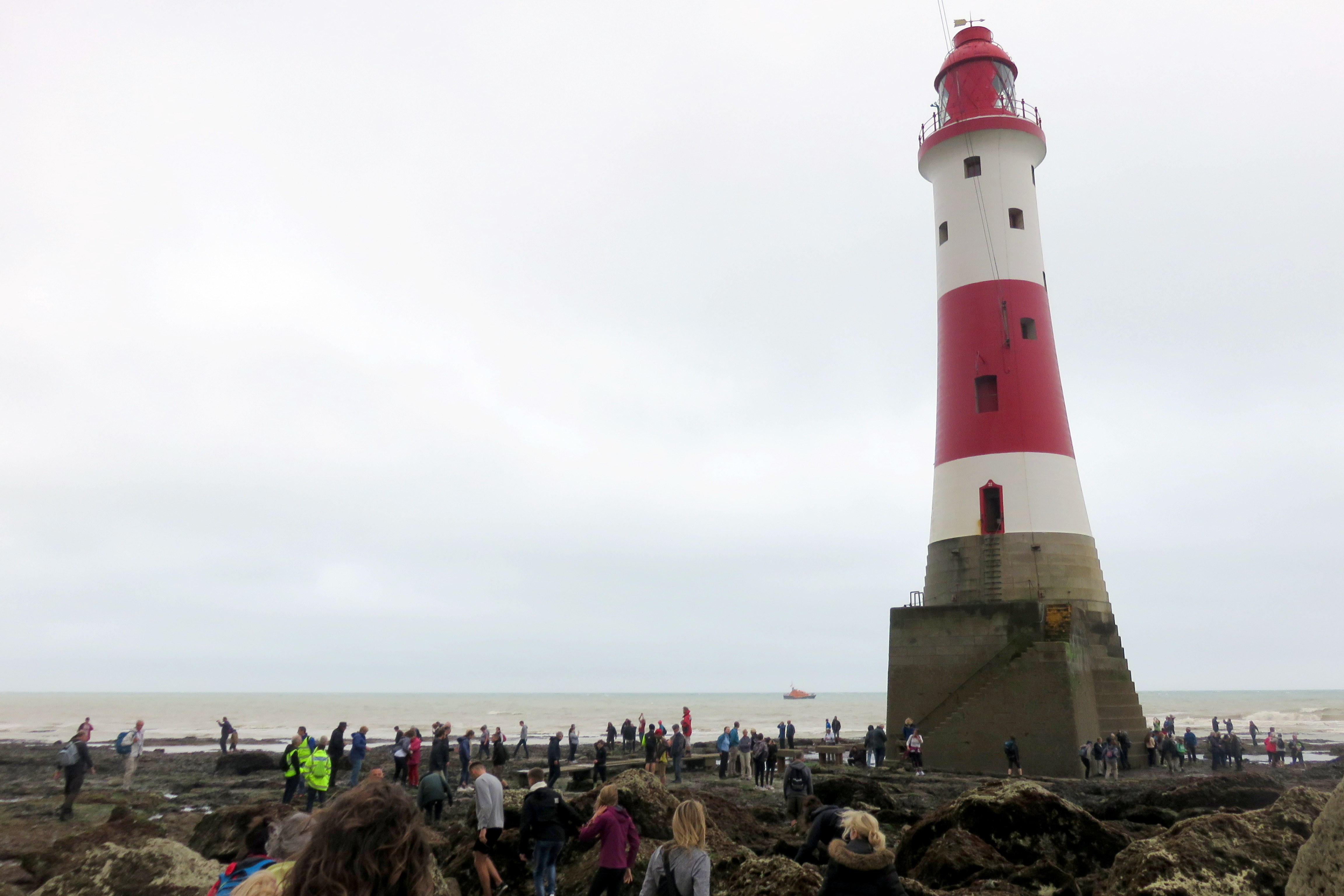
Bij laagtij is de vuurtoren toegankelijk vanaf het vasteland.

### Gebouw
De hoogte van de toren, gemeten vanaf de rots waarop de fundering steunt tot aan de galerij, bedraagt 43,9 m. De torenvoet heeft een diameter van 14,3 meter. Door zijn conische vorm versmalt hij geleidelijk naar boven toe. De dikte van de muren bedraagt onderaan 2,7 m, op de bovenverdieping is dit nog 76,2 cm. De toren werd opgetrokken op een rechthoekige betonnen sokkel met trappen, zodat hij bij laagtij te voet toegankelijk is vanaf het vasteland. De granieten blokken die werden gebruikt voor de muren werden aangevoerd vanuit Cornwall. Het dagmerk bestaat uit een rode band die in het midden van het witte toren werd aangebracht. Het rode lichthuis, waarvan de ramen diagonaal werden uitgevoerd, wordt omringd door een galerij.

### Interieur
Om de driekoppige bemanning te kunnen herbergen werd de toren ingericht met woon- en dienstruimten. In de torenfundamenten werden een watertank en een opslagplaats voor steenkool ingebouwd. Op het eerste niveau kwam een houten toegangsdeur uit op een inkomhal waar ook een wc-ruimte werd ingericht. Deze inkomdeur, die werd vervaardigd uit eikenhouten panelen, werd beschermd door metalen stormdeuren. Het tweede niveau werd oorspronkelijk gebruikt als opslagplaats voor de lampolie. Later kwam er een dieselgenerator voor in de plaats. Op het derde niveau had de bemanning de beschikking over een doucheruimte. In deze ruimte bevond zich ook de takel die werd gebruikt om voorraden binnen te halen. De voorraadkamer werd ingericht op het vierde niveau. Hier werden ook de batterijen geïnstalleerd die de toren bij stroomuitval in dienst hielden.
Het woongedeelte met keuken bevond zich op het vijfde niveau en daarboven werd een slaapkamer ingericht met drie bedden. Omdat deze slaapgelegenheden tegen de ronde buitenmuur waren aangebracht en dus een kromme vorm hadden, werden ze door de personeel banana bunks (banaanbedden) genoemd. Het voorlaatste niveau werd ingenomen door de wachtruimte waar het personeel met dienst de meeste tijd doorbracht en daarboven bevond zich het lichthuis. Deze niveaus werden verbonden door een ijzeren trap die de kromming van de buitenmuur volgde.

### Lichtinstallatie en mistsignaal
De toren was uitgerust met een roterend optisch systeem van de 1ste orde met een brandpuntafstand van 920 mm. Deze fresnellens, die was samengesteld uit prisma's en lenzen, draaide op een kwikbad en genereerde twee witte flitsen om de 20 seconden. Het systeem werd in februari 2011 buiten gebruik gesteld en vervangen door een ledlamp, waardoor de reikwijdte van het licht werd teruggebracht van 26 zeemijl (48 km) tot 8 zeemijl (15 km).
Het uurwerkmechanisme dat voor de elektrificatie de lens deed roteren is nog aanwezig. Het werd aangedreven door een gewicht dat aan een stalen kabel in een holle metalen buis kon zakken. Het gewicht diende om de vier uur opgehaald te worden. De wachters werden hiervan op de hoogte gebracht door een bel en konden de stand van het gewicht controleren aan de hand van een wijzerplaat. De toren was ook voorzien van een misthoorn, die om de 30 seconden een toon genereerde. Ook dit toestel werd in februari 2011 uitgeschakeld.

## Geschiedenis

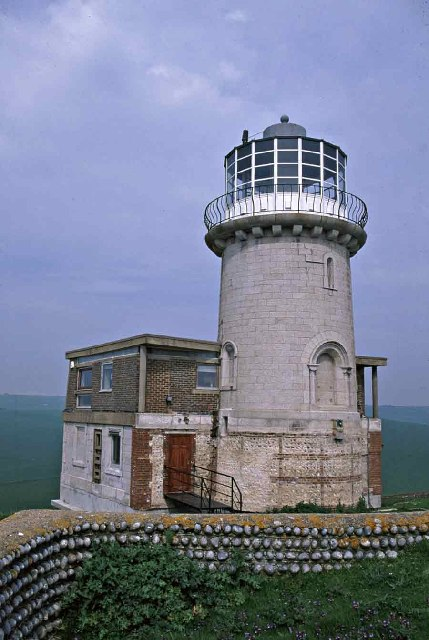
Belle Tout Lighthouse werd in 1899 uitgeschakeld toen bleek dat het licht vaak niet zichtbaar was.

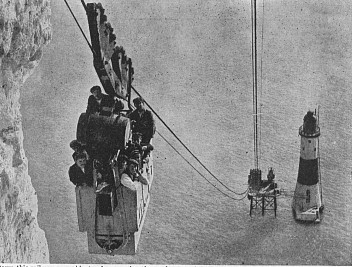
Bouwmaterialen en arbeiders werden via een kabelbaan naar een tijdelijk platform gebracht dat naast de in aanbouw zijnde vuurtoren was opgericht.

### Belle Tout Lighthouse
Omdat de gevaren voor de scheepvaart rond Beachy Head al heel lang bekend waren, werd reeds in 1691 een aanvraag ingediend voor een geleidelicht in de buurt van de krijtrotsen. Het zou duren tot 1852 voor James Walker en John Burges, twee ingenieurs verbonden aan Trinity House, de opdracht kregen om een vuurtoren op te richten.
De eerste vuurtoren kwam in Belle Tout, een plaats die zich boven op de krijtrotsen bevond. Later werd duidelijk dat het torenlicht geregeld door mist aan het oog onttrokken werd en dat de klippen waarop het gebouw zich bevond onderhevig waren aan aardverschuivingen. De vuurtoren werd uitgeschakeld in 1899 en tijdelijk vervangen door een lichtschip dat voor de krijtrotsen werd uitgelegd.

### Beachy Head Lighthouse
Ondertussen werd door Thomas Matthews een nieuwe vuurtoren ontworpen die aan de voet van de klippen zou worden geplaatst. In dit ontwerp bevond het licht zich dichter bij het wateroppervlak, waardoor het werd weerkaatst door de achterliggende witte krijtrotsen, wat de zichtbaarheid verhoogde. Het toezicht op het verloop van de werken werd toegewezen aan ingenieur Albert Havelock Case. De werken begonnen met het plaatsen van een betonnen sokkel. Daartoe werd de kalk onder de bouwplaats uitgegraven. De werf werd droog gehouden door middel van een kistdam.
Via een kabelbaan die tussen de aanvoerplaats op de klippen en de werf beneden liep werd in het totaal 3 660 ton graniet aangevoerd. Dit bouwmateriaal, dat gehaald werd uit een steengroeve in Cornwall, werd eerst via het spoor en daarna met aanhangwagens naar de aanvoerplaats gebracht. Het torenlicht werd voor de eerste keer op 2 oktober 1902 ontstoken. Rond 1921 werd deze lichtbron vervangen door een moderner type.
Voor 1951 bestond uit dagmerk van de toren uit witte en zwarte banden. Na 1951 werden enkel de rode banden geschilderd, terwijl de rest van het graniet in zijn natuurlijke kleur gelaten werd. In 1980 kreeg de toren het rood-witte kleurenpatroon.

### Elektrificatie en automatisering
In 1974 werd de toren voorzien van een elektrische installatie, zodat het licht niet langer door olie diende gevoed te worden. De wachters werden van hun dienst ontheven in juni 1982, toen de toren werd geautomatiseerd en bediening van de installatie werd overgenomen door de vuurtoren van North Foreland. Later werd het Planning Centre van Trinity House in Harwich met het beheer van de toren belast.

### ActiegroepSave the Stripes
In 2011 kondigde Trinity House aan dat de vuurtoren niet langer geschilderd zou worden. De vennootschap oordeelde dat het onderhoud van het herkenbare kleurenpatroon kon worden stopgezet door de aanwezigheid van moderne navigatiesystemen aan boord van schepen. Door deze kostenbesparende beslissing zou de toren geleidelijk aan terug de grijze kleur krijgen van het graniet waaruit hij was opgebouwd.
Omdat de toren door de lokale bevolking als een belangrijk historisch herkenningspunt werd beschouwd, startte een actiegroep op 14 oktober 2011 een campagne onder de naam Save the Stripes om de toren te laten herschilderen. Deze actiegroep, die werd gevormd door vrijwilligers, coördineerde haar activiteiten via Facebook. Zij werd gesteund door een krant en een plaatselijke club, beide uit Eastbourne. De groep haalde £ 27 000 op. Met dit bedrag kon, in samenwerking met Trinity House, een firma aangezocht worden om het kleurenpatroon te herschilderen.
De werkzaamheden begonnen op 20 september 2013 en waren voltooid op 10 oktober 2013. Af en toe dienden ze onderbroken te worden omdat ze werden bemoeilijkt door de sterke stroming aan de voet van de vuurtoren, de soms hevige wind en het uitvallen van de elektrische installatie. De schilders gebruikten abseiltechnieken om de verf aan te brengen. Bepaalde torenonderdelen, zoals het lichthuis, werden eerst met een hogedrukreiniger ontdaan van verfresten, loszittend roest en ander vuil. De toren werd voorzien van vijf verflagen. Na het aanbrengen van twee onderlagen volgde de afwerking met drie bovenlagen. De schildersploeg verbleef ook een tijdje in de vuurtoren en gebruikte daarvoor de woongelegenheden die door de laatste vuurtorenwachters op 28 juni 1982 waren achtergelaten.

## Geregistreerd monument

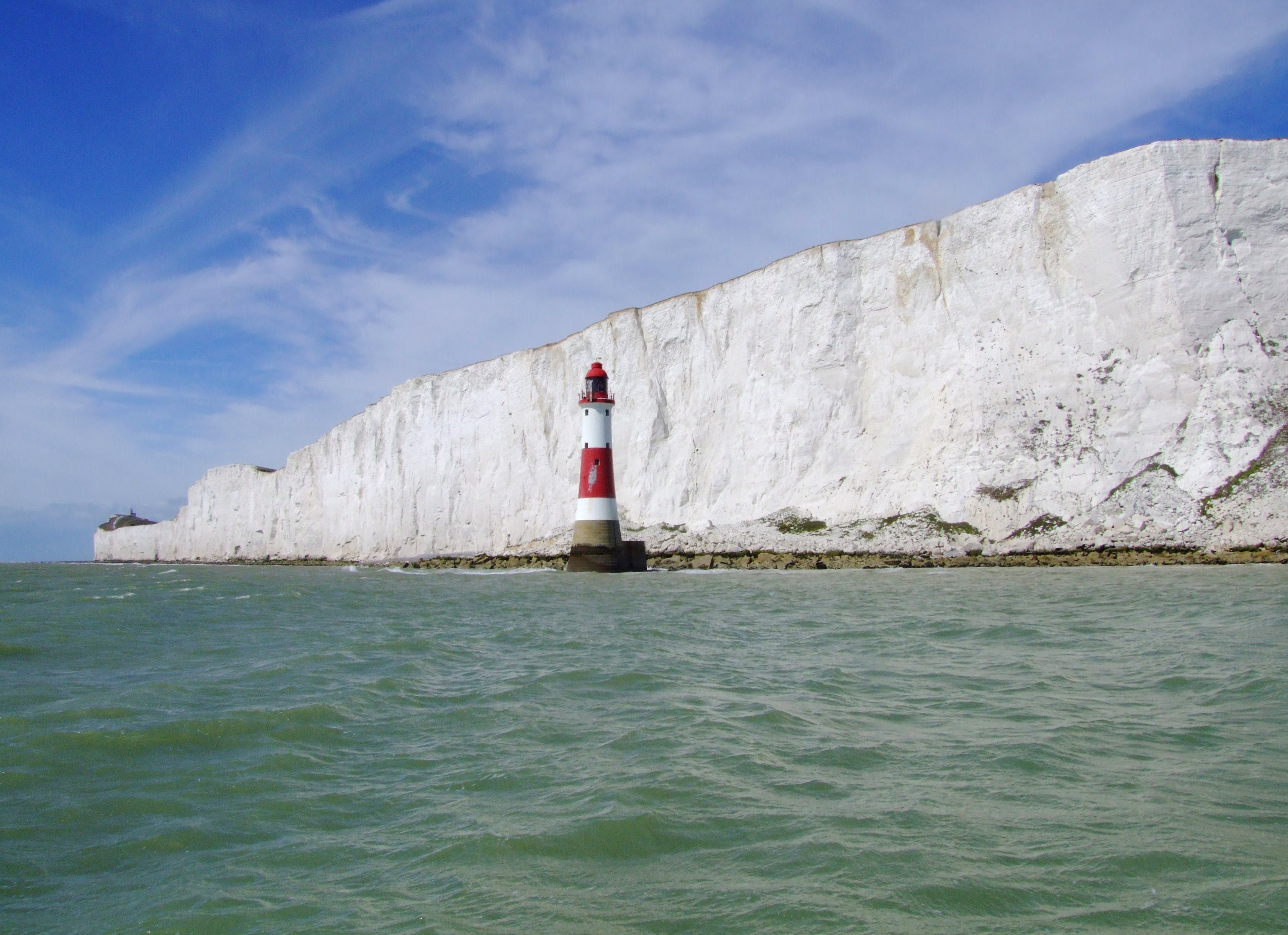

De toren werd op 4 augustus 2010 ingeschreven als grade II listed building op de Statutory List of Buildings of Special Architectural or Historic Interest. Hiermee werd het complex erkend als een bouwwerk van speciaal belang die in zijn huidige toestand moet bewaard blijven en daartoe ook moet worden onderhouden. De argumenten voor deze registratie zijn onder meer de elegante conische vorm, het kostbare graniet dat als bouwmateriaal werd gebruikt en de technische moeilijkheden die bij de bouw werden overwonnen zoals het werken met een kistdam en het aanleggen van een kabelbaan. Bovendien wordt het interieur van de toren, dat grotendeels intact is gebleven, beschouwd als zeer waardevol.